# Armistício de Cormons
O armistício de Cormons foi assinado em Cormons em 12 de agosto de 1866 entre o Reino de Itália  (representado pelo general conde Agostino Petitti Bagliani di Roreto) e o o Império Austríaco (representado pelo general barão Karl Möring) e foi o prelúdio do Tratado de Viena que encerrou a Terceira Guerra de Independência Italiana.
Em 21 de julho de 1866, a vitoriosa Prússia, que havia infringido uma decisiva derrota ao exército austríaco na Batalha de Königgrätz, assinou o armistício de Nikolsburg (sem consultar os aliados italianos). Na mesma época, a Marinha Italiana foi derrotada na Batalha de Lissa. Ao contrário, o exército após a derrota na Batalha de Custoza, estava tirando vantagem da redistribuição de muitas unidades austríacas no front prussiano. Os voluntários de Giuseppe Garibaldi, reforçados por unidades regulares, ganharam a muito custo algum terreno no Trentino e o  principal exército italiano, liderado pelo general Enrico Cialdini alcançous Údine, enquanto um exército secundário liderado pelo general Alfonso La Marmora estava simultaneamente bloqueando forças austríacas na fortaleza do Quadrilatero.

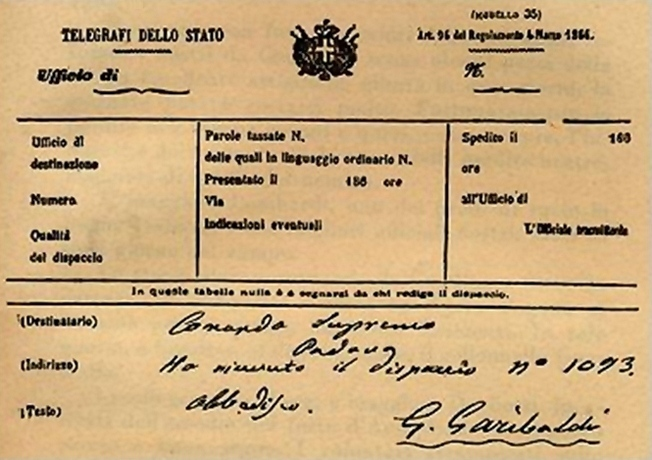
O telegrama de Garibaldi: "Obedeço".

Depois do armistício de Nikolsburg, o staff italiano estava temeroso de enfrentar sozinho o exército austríaco, então ordenou a retirada do Trentino (que era difícil de ser reivindicado devido aos laços históricos profundos com o Império Habsburgo, apesar de população majoritariamente italiana), embora o primeiro artigo do armistício de Nikosburg garantisse os ganhos territoriais da Itália.
. Garibaldi respondeu por telegrama com a sentença que se tornou famosa: Obbedisco ("Obedeço").
Logo depois, Prússia e Áustria assinaram a Paz de Praga, enquanto a paz definitiva entre a Itália e a Áustria foi ratificada somente em 3 de outubro de 1866 pelo Tratado de Viena, com a mediação de Napoleão III. O Império Austríaco reconheceu formalmente o Reino de Itália e cedeu o Vêneto, que compreendia Mântua, o vale do Vêneto e o Friul ocidental à França, que por sua vez o cedeu à Itália. Isto representou o fim do Reino Lombardo-Vêneto, pois a Lombardia havia sido cedida ao Reino da Sardenha pelo Tratado de Zurique em 1859.

## Bibliography
- Wawro, Geoffrey (1997). The Austro-Prussian War: Austria's war with Prussia and Italy in 1866. [S.l.]: Cambridge University Press. ISBN 978-0521629515